# Andy Lewis
Andrew Kittredge Lewis (* 5. August 1925 in Lexington, Massachusetts; † 28. Februar 2018 in Walpole, New Hampshire) war ein US-amerikanischer Drehbuchautor.

## Leben
Lewis ist Sohn des Logikers und Philosophen Clarence Irving Lewis. 1949 beendete Lewis das College, nachdem er in der Armee gedient hatte.
Lewis trat seit den frühen 1950er Jahren als Drehbuchautor in Erscheinung und war vornehmlich an Fernsehserien, darunter vielen Western-Produktionen, beteiligt. Erste Erfahrungen als Schreiber sammelte er hierbei bei der Fernsehserie Omnibus, einem von Robert Saudek entwickelten Bildungsformat, dass von der Ford Foundation finanziert wurde. Erst zu Beginn der 1970er Jahre folgten einige Filme, darunter Klute. Nach diesem Erfolg entwickelte für die nächsten 15 Jahre verschiedene Stoffe, von denen bis auf Big Rose (1974) keiner realisiert wurde. Um das Jahr 1985 zog er sich aus dem Filmgeschäft zurück, er war nach eigener Aussage ausgebrannt. Er verließ Los Angeles, ging nach New Hampshire und widmete sich der Entwicklung eines eigenen Haus-Designs, das er auch patentieren ließ. Ein beabsichtigter wirtschaftlicher Erfolg blieb aus. In Sachen Architektur war er schon seit den 1950er Jahren tätig und hatte 1959 zusammen mit Carl Koch das Buch At Home With Tomorrow geschrieben.
Sein zehn Jahre älterer Bruder David E. Lewis war ebenfalls als Drehbuchautor tätig. Gelegentlich arbeiteten die beiden zusammen.
Für die Arbeit an dem Drehbuch zu Klute wurden Lewis und sein Bruder 1972 für den Oscar in der Kategorie Bestes Originaldrehbuch nominiert. Außerdem erhielten sie eine je Nominierung bei den Golden Globe Awards 1972 und dem Writers Guild of America Award.
Lewis hinterließ neben seiner Partnerin sechs Kinder.

## Filmografie (Auswahl)
- 1959: Hudson’s Bay (Fernsehserie)
- 1960–1962: Outlaws (Fernsehserie)
- 1966–1968: Die Leute von der Shiloh Ranch (The Virginian, Fernsehserie)
- 1970: Im Netz der Abwehr (Underground)
- 1971: Klute
- 1974: Big Rose